# Zorita del Maestrazgo
Zorita del Maestrazgo, en castillan et officiellement (Sorita ou Sorita de Morella en valencien), est une commune d'Espagne de la province de Castellón dans la Communauté valencienne. Elle est située dans la comarque de Ports et dans la zone à prédominance linguistique valencienne. Elle fait partie de la Mancomunidad Comarcal Els Ports.

## Géographie

Localisation de Zorita del Maestrazgo
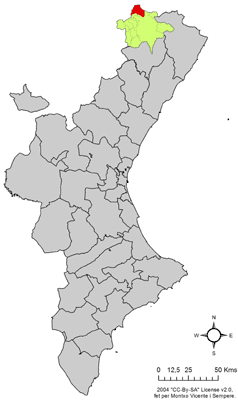
dans la Communauté valencienne.
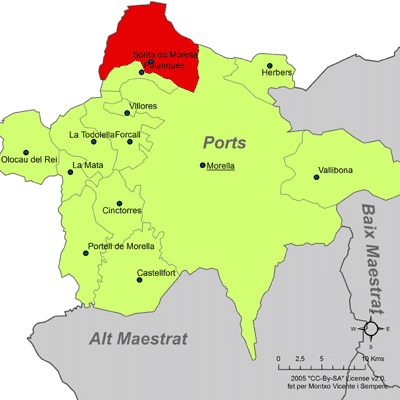
dans la comarque de Ports.

Elle est située dans une région montagneuse au nord de la Province, à la limite de la Province de Teruel. Le climat est continental avec des températures douces les nuits d'été.

### Communes voisines
Zorita del Maestrazgo est voisine des communes de Palanques, Morella, dans la Province de Castellón et Aguaviva dans la Province de Teruel.

## Histoire
Elle a été un des hameaux de Morella, se trouvant sur le territoire de cette commune. Selon Gaspar Juan Escolano, Blasco de Alagón la donna pour être repeuplée à Andreu de Peralta en 1233, et selon d'autres sources, ce fut le roi Jacques Ier le Conquérant qui a fait cette donation le 31 mars 1253. Au XIVe elle était seigneurie de la famille Fernández de Heredia, et le 20 décembre 1367, Juan Fernández de Heredia la vendit aux Jurados de Morella pour 14 511 sous; depuis lors, elle resta seigneurie de cette ville.
Son territoire ainsi que les zones voisines, ont été très touchés durant la guerre civile espagnole; on y trouve des vestiges des combats très durs (tranchées avec des munitions) éparpillés dans les montagnes de la comarque.

## Images de la localité

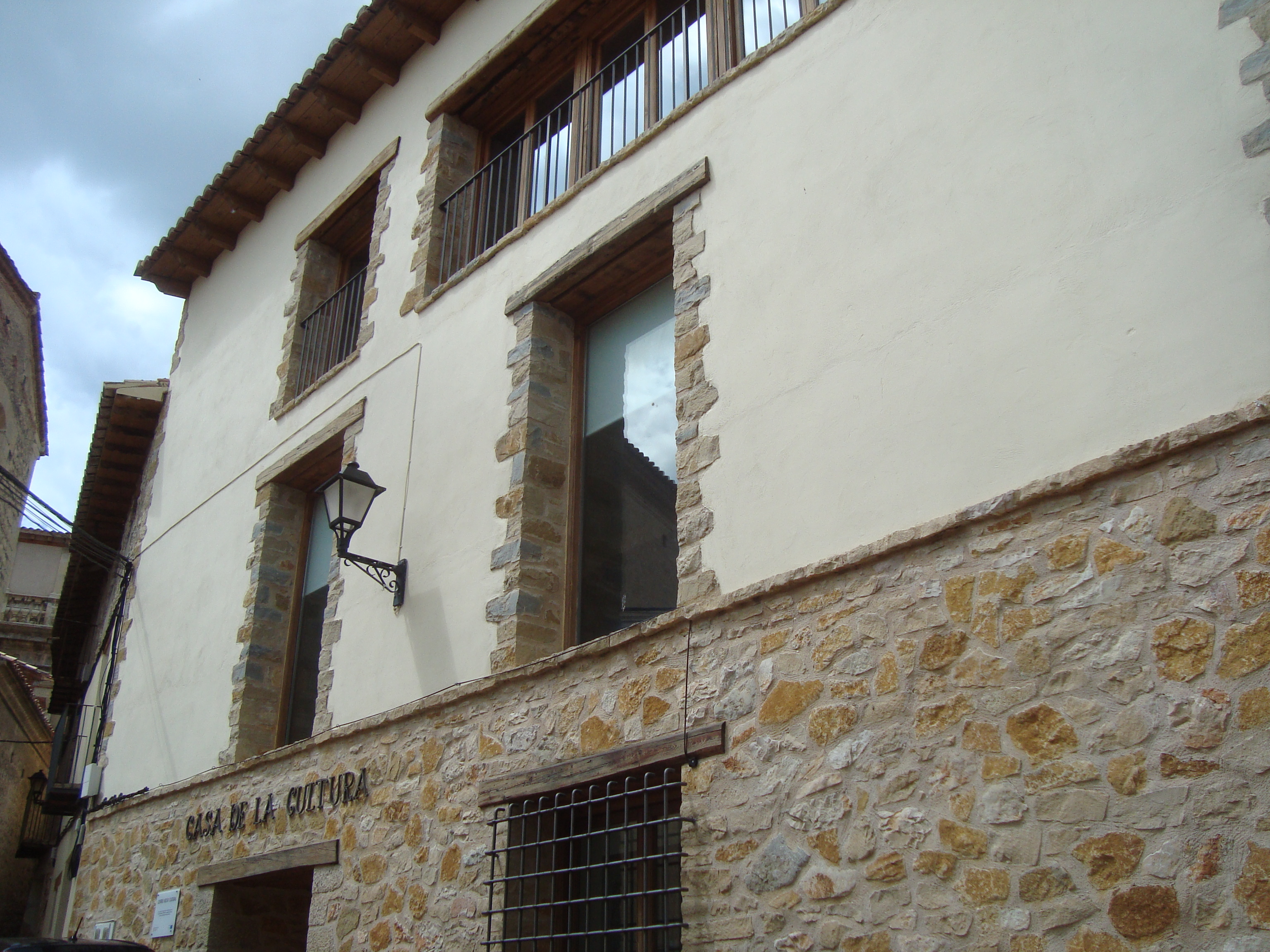
Zorita del Maestrazgo (Castellón)

## Administration
| Liste des maires |                     |       |         |
| Période          | Identité            | Parti | Qualité |
| 1979-1983        | -                   | -     | -       |
| 1983-1987        | -                   | -     | -       |
| 1987-1991        | -                   | -     | -       |
| 1991-1995        | -                   | -     | -       |
| 1995-1999        | -                   | -     | -       |
| 1999-2003        | -                   | -     | -       |
| 2003-2007        | Manuel Milián Martí | PP    | -       |

## Démographie
| 1990 | 1992 | 1994 | 1996 | 1998 | 2000 | 2002 | 2004 | 2005 |
| ---- | ---- | ---- | ---- | ---- | ---- | ---- | ---- | ---- |
| 149  | 157  | 150  | 146  | 135  | 138  | 139  | 131  | 132  |

## Économie
Basée traditionnellement sur l'élevage.

## Monuments et sites

### Monuments religieux
- Église paroissiale de la Asunción
- Sanctuaire de la Virgen de la Balma. Dédié au culte depuis le XIVe.
- Cruz Cubierta (XVIIe).
- Ermitage de San Antonio
- Ermitage de San Marco

### Monuments civils
- Ayuntamiento (Mairie).
- Casa del Castell

### Sites
- Pinar de los Buenos Mozos
- Fonts calentes de la Roqueta (sources chaudes).
- Fuente de la Veana (source).
- Cova del Mas de Planells (grotte).
- Barranco de Pardos
- Fuente de la Veana

## Fêtes locales
- Fêtes patronales. Elles sont célébrées à partir du 6 septembre, et sont dédiées à la Vierge de la Balma, avec une scénographie quasi médiévale; on y interprète une scène de lutte entre un Ange et le Démon. On y pratique des danses traditionnelles
- Le 17 janvier, on célèbre la fête de Saint Antoine, avec un grand feu sur la place de l'église.